# Ludwig Werber
Ludwig Werber (* 13. Februar 1891 in Karlsruhe; † im 20. Jahrhundert) war ein badischer Beamter.

## Leben
Werber war katholischer Konfession und der Sohn eines Oberrechnungsrates.
Er studierte Rechtswissenschaften und legte 1913 die erste und am 18. November 1920 die zweite Staatsprüfung ab. Von 1914 bis 1918 leistete er im Ersten Weltkrieg Kriegsdienst.
1920 (wegen des Kriegsdienstes zurückdatiert auf 1917) trat er in die badische Innenverwaltung ein und wurde 1921 Amtmann an der Wasser- und Straßenbaudirektion. Ab 1923 war er Amtmann am Bezirksamt Ettlingen und ab 1924 am Bezirksamt Bühl. Am 1. Oktober 1934 wurde er zum Landrat im Landkreis Engen ernannt. 1936 wechselte er in gleicher Funktion zum Landkreis Buchen.
1937 trat er der NSDAP bei, wurde jedoch am 1. Juli 1939 aus politischen Gründen als Landrat suspendiert. Am 16. August 1939 übernahm Karl Stiefel erst mal kommissarisch das Landratsamt im Landkreis Buchen. Im August 1939 konnte Werber in den Staatsdienst zurückkehren, wurde aber in die Westmark abgeordnet. und wurde zweiter Beamter am Landratsamt Heidelberg und im Oktober 1940 Oberregierungsrat bei der Regierung der Pfalz in Kaiserslautern. Später war er in gleicher Funktion beim Reichsgau Westmark in Saarbrücken, Neustadt/Weinstraße und ab 1944 beim preußischen Oberpräsidenten in Koblenz in der Abteilung Personenstandswesen eingesetzt.
Auch nach Kriegsende verblieb er im Staatsdienst und wurde zum 1. August 1945 Regierungsrat mit der Amtsbezeichnung Oberregierungsrat im Landratsamt Bruchsal. 1950 erfolgte eine Versetzung als Regierungsrat beim Ständigen Vertreter des Öffentlichen Interesses beim Verwaltungsgerichtshof Württemberg-Baden und 1951 zum Oberversicherungsamt Karlsruhe, wo er 1952 Mitglied wurde. 1955 wurde er Sozialgerichtsdirektor und 1956 in den Ruhestand versetzt.